# WRN (gen)
WRN (Vernerov sindrom) je ljudski gen koji korira Vernerov protein. On je helikaza. Helikaze su enzimi koji generalno odvijaju i razdvajaju lance dvolančane DNK. Te aktivnosti su neophodne pre kopiranja DNK u pripremi za ćelijsku deobu (DNK). Helikaze su takođe kritične u procesu transkripcije. Vernerov protein ima kritičnu ulogu u popravci DNK. Ovaj protein pomaže u održavanju strukture i integriteta DNK.
WRN gen se nalazi na kratkoj (p) ruci hromozoma 8 između pozicija 12 i 11.2, od baznog para 31,010,319 do baznog para 31,150,818.

## Interakcije
ATP-zavisna helikaza Vernerovog sindroma formira interakcije sa Ku70, , , , , endonukleaza 1 specifična za Flap strukturu, , Bloom sindrom protein i TERF2.

## Literatura
- Comai L, Li B (2004). „The Werner syndrome protein at the crossroads of DNA repair and apoptosis”. Mech Ageing Dev. 125 (8): 521—8. PMID 15336909. doi:10.1016/j.mad.2004.06.004.
- Lee JW, Harrigan J, Opresko PL, Bohr VA (2005). „Pathways and functions of the Werner syndrome protein”. Mech Ageing Dev. 126 (1): 79—86. PMID 15610765. doi:10.1016/j.mad.2004.09.011.
- Monnat RJ Jr; Saintigny Y (2004). „Werner syndrome protein--unwinding function to explain disease”. Sci Aging Knowledge Environ. 2004 (13): re3. PMID 15056797. doi:10.1126/sageke.2004.13.re3.
- Ozgenc A, Loeb LA (2005). „Current advances in unraveling the function of the Werner syndrome protein”. Mutat Res. 577 (1–2): 237—51. PMID 15946710. doi:10.1016/j.mrfmmm.2005.03.020.
- Swanson C, Saintigny Y, Emond MJ, Monnat RJ Jr (2004). „The Werner syndrome protein has separable recombination and survival functions”. DNA Repair (Amst). 3 (5): 475—82. PMID 15084309. doi:10.1016/j.dnarep.2004.01.002.
- Moser MJ, Oshima J, Monnat RJ (1999). „WRN mutations in Werner syndrome”. Hum. Mutat. 13 (4): 271—9. PMID 10220139. doi:10.1002/(SICI)1098-1004(1999)13:4<271::AID-HUMU2>3.0.CO;2-Q.
- Kastan MB, Lim DS (2001). „The many substrates and functions of ATM”. Nat. Rev. Mol. Cell Biol. 1 (3): 179—86. PMID 11252893. doi:10.1038/35043058.

## Spoljašnje veze
- Verner sindrom
- Mutacije Vernerovog sindroma Архивирано на веб-сајту  (21. јул 2012)